# Liste der Nummer-eins-Hits in der Schweiz (2018)
Dies ist eine Liste der Nummer-eins-Hits in der Schweiz im Jahr 2018. Sie basiert auf den Top 100 Singles und Top 100 Alben der offiziellen Schweizer Hitparade. Die Singlecharts werden jeweils am Sonntag nach Ende der Verkaufswoche veröffentlicht. Die Albumcharts tragen dasselbe Charteintrittsdatum, sie werden aber erst am Mittwoch darauf bekanntgegeben.

## Singles
| ← 2017 ← | Liste der Nummer-eins-Hits in der Schweiz | Liste der Nummer-eins-Hits in der Schweiz | Liste der Nummer-eins-Hits in der Schweiz                                                                                             | 2019 → |
| \| Zeitraum \| Wo. ges. \| Interpret \| Titel Autor(en) \| Zusätzliche Informationen \| \| (Zeitraum, Wochen auf Platz eins, Interpret, Titel, Autor[en], zusätzliche Informationen) \| \| \| \| \| \| ----------------------------------------------------------------------------------------- \| -------- \| -------------------------- \| ------------------------------------------------------------------------------------------------------------------------------------- \| ------------------------------------------------------------------------------------------------------------------------------------------------------------------------------------------------------------------------------------------------------------------------------------------------------------------------------------------- \| \| 29. Oktober 2017 – 17. März 2018 20 Wochen \| 20 \| Ed Sheeran \| Perfect Ed Sheeran \| Mit der 20. Woche an der Spitze zog Perfect mit Despacito als am längsten an der Spitze platzierter Song in der Geschichte der Schweizer Hitparade gleich. \| \| 18. März 2018 – 11. August 2018 21 Wochen \| 21 \| Lo & Leduc \| 079 Lorenz Häberli, Luc Oggier \| Mit 21 Wochen an der Chartspitze stellt der Song des Berner Mundart-Duos einen neuen Allzeit-Rekord in der Schweizer Hitparade auf. Bereits in der 11. Woche wurde er der erfolgreichste Schweizer Titel aller Zeiten und löste die bisherigen Spitzenreiter Grüezi wohl, Frau Stirnimaa! von den Minstrels sowie Chihuahua von DJ BoBo ab. \| \| 12. August 2018 – 18. August 2018 1 Woche \| 1 \| Capital Bra feat. Juju \| Melodien Vladislav Balovatsky, Judith Wessendorf, David Kraft, Tim Wilke \| – \| \| 19. August 2018 – 13. Oktober 2018 8 Wochen \| 8 \| Dynoro & Gigi D’Agostino \| In My Mind Diego Leoni, Paolo Sandrini, Luigino Di Agostino, Carlos Montagner, Ivan Gough, Aden Forte, Joshua Soon, Georgina Kingsley \| – \| \| 14. Oktober 2018 – 1. Dezember 2018 7 Wochen (insgesamt 10) \| 10 \| Lady Gaga & Bradley Cooper \| Shallow Lady Gaga, Andrew Wyatt, Anthony Rossomando, Mark Ronson \| Für Lady Gaga ist es der erste Nummer-eins-Hit seit Born This Way im Jahr 2011. Bradley Cooper schaffte es mit seiner ersten Chartposition auf Platz eins. \| \| 2. Dezember 2018 – 29. Dezember 2018 4 Wochen (insgesamt 8) \| 8 \| Ava Max \| Sweet but Psycho Ava Max, William Lobban Bean, Andreas Andersen Haukeland, Madison Love, Henry Walter \| Die Debütsingle der US-amerikanischen Sängerin erreicht innerhalb 4 Wochen nach Einstieg die Spitze der Schweizer Charts. \| \| 30. Dezember 2018 – 5. Januar 2019 1 Woche (insgesamt 22) \| 22 \| Mariah Carey \| All I Want for Christmas Is You Walter N. Afanasieff, Mariah Carey \| 24 Jahre nach erstmaliger Veröffentlichung erreicht das Lied zum ersten Mal die Spitze der Schweizer Charts. \| |                                           |                                           | | |
| ← 2017 |                                           |                                           | | → 2019 → |
| Zeitraum | Wo. ges.                                  | Interpret                                 | Titel Autor(en) | Zusätzliche Informationen |
| (Zeitraum, Wochen auf Platz eins, Interpret, Titel, Autor[en], zusätzliche Informationen) |                                           |                                           | | |
| 29. Oktober 2017 – 17. März 2018 20 Wochen | 20                                        | Ed Sheeran                                | Perfect Ed Sheeran | Mit der 20. Woche an der Spitze zog Perfect mit Despacito als am längsten an der Spitze platzierter Song in der Geschichte der Schweizer Hitparade gleich. |
| 18. März 2018 – 11. August 2018 21 Wochen | 21                                        | Lo & Leduc                                | 079 Lorenz Häberli, Luc Oggier | Mit 21 Wochen an der Chartspitze stellt der Song des Berner Mundart-Duos einen neuen Allzeit-Rekord in der Schweizer Hitparade auf. Bereits in der 11. Woche wurde er der erfolgreichste Schweizer Titel aller Zeiten und löste die bisherigen Spitzenreiter Grüezi wohl, Frau Stirnimaa! von den Minstrels sowie Chihuahua von DJ BoBo ab. |
| 12. August 2018 – 18. August 2018 1 Woche | 1                                         | Capital Bra feat. Juju                    | Melodien Vladislav Balovatsky, Judith Wessendorf, David Kraft, Tim Wilke                                                              | – |
| 19. August 2018 – 13. Oktober 2018 8 Wochen | 8                                         | Dynoro & Gigi D’Agostino                  | In My Mind Diego Leoni, Paolo Sandrini, Luigino Di Agostino, Carlos Montagner, Ivan Gough, Aden Forte, Joshua Soon, Georgina Kingsley | – |
| 14. Oktober 2018 – 1. Dezember 2018 7 Wochen (insgesamt 10) | 10                                        | Lady Gaga & Bradley Cooper                | Shallow Lady Gaga, Andrew Wyatt, Anthony Rossomando, Mark Ronson                                                                      | Für Lady Gaga ist es der erste Nummer-eins-Hit seit Born This Way im Jahr 2011. Bradley Cooper schaffte es mit seiner ersten Chartposition auf Platz eins. |
| 2. Dezember 2018 – 29. Dezember 2018 4 Wochen (insgesamt 8) | 8                                         | Ava Max                                   | Sweet but Psycho Ava Max, William Lobban Bean, Andreas Andersen Haukeland, Madison Love, Henry Walter                                 | Die Debütsingle der US-amerikanischen Sängerin erreicht innerhalb 4 Wochen nach Einstieg die Spitze der Schweizer Charts. |
| 30. Dezember 2018 – 5. Januar 2019 1 Woche (insgesamt 22) | 22                                        | Mariah Carey                              | All I Want for Christmas Is You Walter N. Afanasieff, Mariah Carey                                                                    | 24 Jahre nach erstmaliger Veröffentlichung erreicht das Lied zum ersten Mal die Spitze der Schweizer Charts. |

## Alben
| ← 2017 ← | Liste der Nummer-eins-Hits in der Schweiz | Liste der Nummer-eins-Hits in der Schweiz      | Liste der Nummer-eins-Hits in der Schweiz | 2019 →                    |
| \| Zeitraum \| Wo. ges. \| Interpret \| Titel \| Zusätzliche Informationen \| \| (Zeitraum, Wochen auf Platz eins, Interpret, Titel, zusätzliche Informationen) \| \| \| \| \| \| ------------------------------------------------------------------------------ \| -------- \| ---------------------------------------------- \| ------------------------------- \| ------------------------- \| \| 31. Dezember 2017 – 3. Februar 2018 5 Wochen (insgesamt 7) \| 7 \| Ed Sheeran \| ÷ \| – \| \| 4. Februar 2018 – 17. März 2018 6 Wochen \| 6 \| Trauffer \| Schnupf, Schnaps + Edelwyss \| – \| \| 18. März 2018 – 24. März 2018 1 Woche \| 1 \| Les Enfoirés \| 2018: Musique! \| – \| \| 25. März 2018 – 31. März 2018 1 Woche \| 1 \| Beatrice Egli \| Wohlfühlgarantie \| – \| \| 1. April 2018 – 7. April 2018 1 Woche \| 1 \| Maître Gims \| Ceinture noire \| – \| \| 8. April 2018 – 14. April 2018 1 Woche \| 1 \| Azet \| Fast Life \| – \| \| 15. April 2018 – 28. April 2018 2 Wochen \| 2 \| Bligg \| KombiNation \| – \| \| 29. April 2018 – 5. Mai 2018 1 Woche \| 1 \| Dezmond Dez, Tommy Vercetti & CBN \| Kaspar Melchior Balthasar \| – \| \| 6. Mai 2018 – 12. Mai 2018 1 Woche \| 1 \| Die Fantastischen Vier \| Captain Fantastic \| – \| \| 13. Mai 2018 – 19. Mai 2018 1 Woche \| 1 \| Steff la Cheffe \| Härz Schritt Macherin \| – \| \| 20. Mai 2018 – 26. Mai 2018 1 Woche \| 1 \| Arctic Monkeys \| Tranquility Base Hotel & Casino \| – \| \| 27. Mai 2018 – 2. Juni 2018 1 Woche \| 1 \| Five Finger Death Punch \| And Justice for None \| – \| \| 3. Juni 2018 – 9. Juni 2018 1 Woche \| 1 \| Shawn Mendes \| Shawn Mendes \| – \| \| 10. Juni 2018 – 23. Juni 2018 2 Wochen \| 2 \| Andreas Gabalier \| Vergiss mein nicht \| – \| \| 24. Juni 2018 – 30. Juni 2018 1 Woche \| 1 \| Damso \| Lithopédion \| – \| \| 1. Juli 2018 – 7. Juli 2018 1 Woche \| 1 \| Capital Bra \| Berlin lebt \| – \| \| 8. Juli 2018 – 21. Juli 2018 2 Wochen \| 2 \| Drake \| Scorpion \| – \| \| 22. Juli 2018 – 28. Juli 2018 1 Woche \| 1 \| Die Amigos \| 110 Karat \| – \| \| 29. Juli 2018 – 4. August 2018 1 Woche \| 1 \| Calimeros \| Sommerküsse \| – \| \| 5. August 2018 – 11. August 2018 1 Woche \| 1 \| Summer Cem \| Endstufe \| – \| \| 12. August 2018 – 18. August 2018 1 Woche \| 1 \| Miss Helvetia \| E Guete – Bon appétit \| – \| \| 19. August 2018 – 25. August 2018 1 Woche \| 1 \| Kollegah & Farid Bang \| Platin war gestern \| – \| \| 26. August 2018 – 1. September 2018 1 Woche \| 1 \| Ariana Grande \| Sweetener \| – \| \| 2. September 2018 – 8. September 2018 1 Woche \| 1 \| Heimweh \| Vom Gipfel is Tal \| – \| \| 9. September 2018 – 29. September 2018 3 Wochen \| 3 \| Eminem \| Kamikaze \| – \| \| 30. September 2018 – 6. Oktober 2018 1 Woche \| 1 \| Slash feat. Myles Kennedy and the Conspirators \| Living the Dream \| – \| \| 7. Oktober 2018 – 13. Oktober 2018 1 Woche \| 1 \| Bushido \| Mythos \| – \| \| 14. Oktober 2018 – 20. Oktober 2018 1 Woche \| 1 \| Bonez MC & RAF Camora \| Palmen aus Plastik 2 \| – \| \| 21. Oktober 2018 – 27. Oktober 2018 1 Woche (insgesamt 5) \| 5 \| Lady Gaga & Bradley Cooper \| A Star Is Born \| – \| \| 28. Oktober 2018 – 17. November 2018 3 Wochen (insgesamt 5) \| 5 \| Johnny Hallyday \| Mon pays c’est l’amour \| – \| \| 18. November 2018 – 24. November 2018 1 Woche \| 1 \| Muse \| Simulation Theory \| – \| \| 25. November 2018 – 1. Dezember 2018 1 Woche \| 1 \| Mark Knopfler \| Down the Road Wherever \| – \| \| 2. Dezember 2018 – 15. Dezember 2018 2 Wochen \| 2 \| Eros Ramazzotti \| Vita ce n’è \| – \| \| 16. Dezember 2018 – 22. Dezember 2018 1 Woche \| 1 \| Kollegah \| Monument \| – \| \| 23. Dezember 2018 – 5. Januar 2019 2 Wochen (insgesamt 5) \| 5 \| Johnny Hallyday \| Mon pays c’est l’amour \| – \| |                                           |                                                |                                           |                           |
| ← 2017 |                                           |                                                |                                           | → 2019 →                  |
| Zeitraum | Wo. ges.                                  | Interpret                                      | Titel                                     | Zusätzliche Informationen |
| (Zeitraum, Wochen auf Platz eins, Interpret, Titel, zusätzliche Informationen) |                                           |                                                |                                           |                           |
| 31. Dezember 2017 – 3. Februar 2018 5 Wochen (insgesamt 7) | 7                                         | Ed Sheeran                                     | ÷                                         | –                         |
| 4. Februar 2018 – 17. März 2018 6 Wochen | 6                                         | Trauffer                                       | Schnupf, Schnaps + Edelwyss               | –                         |
| 18. März 2018 – 24. März 2018 1 Woche | 1                                         | Les Enfoirés                                   | 2018: Musique!                            | –                         |
| 25. März 2018 – 31. März 2018 1 Woche | 1                                         | Beatrice Egli                                  | Wohlfühlgarantie                          | –                         |
| 1. April 2018 – 7. April 2018 1 Woche | 1                                         | Maître Gims                                    | Ceinture noire                            | –                         |
| 8. April 2018 – 14. April 2018 1 Woche | 1                                         | Azet                                           | Fast Life                                 | –                         |
| 15. April 2018 – 28. April 2018 2 Wochen | 2                                         | Bligg                                          | KombiNation                               | –                         |
| 29. April 2018 – 5. Mai 2018 1 Woche | 1                                         | Dezmond Dez, Tommy Vercetti & CBN              | Kaspar Melchior Balthasar                 | –                         |
| 6. Mai 2018 – 12. Mai 2018 1 Woche | 1                                         | Die Fantastischen Vier                         | Captain Fantastic                         | –                         |
| 13. Mai 2018 – 19. Mai 2018 1 Woche | 1                                         | Steff la Cheffe                                | Härz Schritt Macherin                     | –                         |
| 20. Mai 2018 – 26. Mai 2018 1 Woche | 1                                         | Arctic Monkeys                                 | Tranquility Base Hotel & Casino           | –                         |
| 27. Mai 2018 – 2. Juni 2018 1 Woche | 1                                         | Five Finger Death Punch                        | And Justice for None                      | –                         |
| 3. Juni 2018 – 9. Juni 2018 1 Woche | 1                                         | Shawn Mendes                                   | Shawn Mendes                              | –                         |
| 10. Juni 2018 – 23. Juni 2018 2 Wochen | 2                                         | Andreas Gabalier                               | Vergiss mein nicht                        | –                         |
| 24. Juni 2018 – 30. Juni 2018 1 Woche | 1                                         | Damso                                          | Lithopédion                               | –                         |
| 1. Juli 2018 – 7. Juli 2018 1 Woche | 1                                         | Capital Bra                                    | Berlin lebt                               | –                         |
| 8. Juli 2018 – 21. Juli 2018 2 Wochen | 2                                         | Drake                                          | Scorpion                                  | –                         |
| 22. Juli 2018 – 28. Juli 2018 1 Woche | 1                                         | Die Amigos                                     | 110 Karat                                 | –                         |
| 29. Juli 2018 – 4. August 2018 1 Woche | 1                                         | Calimeros                                      | Sommerküsse                               | –                         |
| 5. August 2018 – 11. August 2018 1 Woche | 1                                         | Summer Cem                                     | Endstufe                                  | –                         |
| 12. August 2018 – 18. August 2018 1 Woche | 1                                         | Miss Helvetia                                  | E Guete – Bon appétit                     | –                         |
| 19. August 2018 – 25. August 2018 1 Woche | 1                                         | Kollegah & Farid Bang                          | Platin war gestern                        | –                         |
| 26. August 2018 – 1. September 2018 1 Woche | 1                                         | Ariana Grande                                  | Sweetener                                 | –                         |
| 2. September 2018 – 8. September 2018 1 Woche | 1                                         | Heimweh                                        | Vom Gipfel is Tal                         | –                         |
| 9. September 2018 – 29. September 2018 3 Wochen | 3                                         | Eminem                                         | Kamikaze                                  | –                         |
| 30. September 2018 – 6. Oktober 2018 1 Woche | 1                                         | Slash feat. Myles Kennedy and the Conspirators | Living the Dream                          | –                         |
| 7. Oktober 2018 – 13. Oktober 2018 1 Woche | 1                                         | Bushido                                        | Mythos                                    | –                         |
| 14. Oktober 2018 – 20. Oktober 2018 1 Woche | 1                                         | Bonez MC & RAF Camora                          | Palmen aus Plastik 2                      | –                         |
| 21. Oktober 2018 – 27. Oktober 2018 1 Woche (insgesamt 5) | 5                                         | Lady Gaga & Bradley Cooper                     | A Star Is Born                            | –                         |
| 28. Oktober 2018 – 17. November 2018 3 Wochen (insgesamt 5) | 5                                         | Johnny Hallyday                                | Mon pays c’est l’amour                    | –                         |
| 18. November 2018 – 24. November 2018 1 Woche | 1                                         | Muse                                           | Simulation Theory                         | –                         |
| 25. November 2018 – 1. Dezember 2018 1 Woche | 1                                         | Mark Knopfler                                  | Down the Road Wherever                    | –                         |
| 2. Dezember 2018 – 15. Dezember 2018 2 Wochen | 2                                         | Eros Ramazzotti                                | Vita ce n’è                               | –                         |
| 16. Dezember 2018 – 22. Dezember 2018 1 Woche | 1                                         | Kollegah                                       | Monument                                  | –                         |
| 23. Dezember 2018 – 5. Januar 2019 2 Wochen (insgesamt 5) | 5                                         | Johnny Hallyday                                | Mon pays c’est l’amour                    | –                         |

## Jahreshitparaden
| ← 2017 ← | Liste der Nummer-eins-Hits in der Schweiz | Liste der Nummer-eins-Hits in der Schweiz | Liste der Nummer-eins-Hits in der Schweiz | 2019 →   |
| \| Singles \| Position# \| Alben \| \| ----------------------------------------------------------------------------------------------------------------------------------------------------------------------------------------------------- \| --------- \| ----------------------------------------- \| \| 079 Lo & Leduc Lorenz Häberli, Luc Oggier \| 1 \| Schnupf, Schnaps + Edelwyss Trauffer \| \| Perfect Ed Sheeran \| 2 \| ÷ Ed Sheeran \| \| Échame la Culpa Luis Fonsi & Demi Lovato Luis Fonsi, Alejandro Rengifo, Mauricio Rengifo, Andrés Torres \| 3 \| Mon pays c’est l’amour Johnny Hallyday \| \| In My Mind Dynoro & Gigi D’Agostino Diego Leoni, Luigino Di Agostino, Ivan Gough, Aden Forte, Joshua Soon, Georgina Kingsley, Paolo Sandrini, Carlo Montagner \| 4 \| KombiNation Bligg \| \| Nevermind Dennis Lloyd \| 5 \| Urchig Gölä \| \| Havana Camila Cabello feat. Young Thug Camila Cabello, Jeffrey Williams, Frank Dukes, Brittany Hazzard, Ali Tamposi, Brian Lee, Andrew Watt, Pharrell Williams, Louis Bell, Kaan Gunesberk \| 6 \| Revival Eminem \| \| La cintura Álvaro Soler , Jakob Erixson, Nadir Khayat, Simon Triebel, Ali Zuchowski \| 7 \| A Star Is Born Lady Gaga & Bradley Cooper \| \| These Days Rudimental feat. Jess Glynne, Macklemore & Dan Caplen Amir Amor, Kesi Dryden, Piers Aggett, Leon „DJ Locksmith“ Rolle, Daniel Caplen, Jamie Scott, Julian Bunetta, John Ryan, Ben Haggerty \| 8 \| Song Book Stephan Eicher & Martin Suter \| \| One Kiss Calvin Harris & Dua Lipa Adam Wiles, Dua Lipa, Jessie Reyez \| 9 \| Kamikaze Eminem \| \| Leave a Light On Tom Walker Steve Mac, Thomas Walker \| 10 \| Vom Gipfel is Tal Heimweh \| |                                           |                                           |                                           |          |
| ← 2017 |                                           |                                           |                                           | → 2019 → |
| Singles | Position#                                 | Alben                                     |                                           |          |
| 079 Lo & Leduc Lorenz Häberli, Luc Oggier | 1                                         | Schnupf, Schnaps + Edelwyss Trauffer      |                                           |          |
| Perfect Ed Sheeran | 2                                         | ÷ Ed Sheeran                              |                                           |          |
| Échame la Culpa Luis Fonsi & Demi Lovato Luis Fonsi, Alejandro Rengifo, Mauricio Rengifo, Andrés Torres | 3                                         | Mon pays c’est l’amour Johnny Hallyday    |                                           |          |
| In My Mind Dynoro & Gigi D’Agostino Diego Leoni, Luigino Di Agostino, Ivan Gough, Aden Forte, Joshua Soon, Georgina Kingsley, Paolo Sandrini, Carlo Montagner | 4                                         | KombiNation Bligg                         |                                           |          |
| Nevermind Dennis Lloyd | 5                                         | Urchig Gölä                               |                                           |          |
| Havana Camila Cabello feat. Young Thug Camila Cabello, Jeffrey Williams, Frank Dukes, Brittany Hazzard, Ali Tamposi, Brian Lee, Andrew Watt, Pharrell Williams, Louis Bell, Kaan Gunesberk | 6                                         | Revival Eminem                            |                                           |          |
| La cintura Álvaro Soler , Jakob Erixson, Nadir Khayat, Simon Triebel, Ali Zuchowski | 7                                         | A Star Is Born Lady Gaga & Bradley Cooper |                                           |          |
| These Days Rudimental feat. Jess Glynne, Macklemore & Dan Caplen Amir Amor, Kesi Dryden, Piers Aggett, Leon „DJ Locksmith“ Rolle, Daniel Caplen, Jamie Scott, Julian Bunetta, John Ryan, Ben Haggerty | 8                                         | Song Book Stephan Eicher & Martin Suter   |                                           |          |
| One Kiss Calvin Harris & Dua Lipa Adam Wiles, Dua Lipa, Jessie Reyez | 9                                         | Kamikaze Eminem                           |                                           |          |
| Leave a Light On Tom Walker Steve Mac, Thomas Walker | 10                                        | Vom Gipfel is Tal Heimweh                 |                                           |          |